# ノイエンキルヒェン (ディープホルツ郡)
ノイエンキルヒェン (ドイツ語: Neuenkirchen) は、ドイツ連邦共和国ニーダーザクセン州ディープホルツ郡の町村（以下、本項では便宜上「町」と記述する）である。この町はノイエンキルヒェン地区とカントルプ地区からなる。この町はザムトゲマインデ・シュヴァフェルデンに属している。

## 地理
ノイエンキルヒェンはヴィルデスハウザー・ゲースト自然公園の南、ブレーメンとオスナブリュックとのほぼ中間に位置している。この町は、シュヴァフェルデンに行政機関を置くザムトゲマインデ・シュヴァフェルデンに属している。

### 隣接する市町村
ノイエンキルヒェンは、北はバッスム、南東はショーレン、南西はエーレンブルク、北西はツヴィストリンゲンと境を接している。

## 歴史
ノイエンキルヒェンは、1258年に聖カタリーネン教会に関連して初めて文献に記録されている。ノイエンキルヒェンの東外れにグリンメンベルク貴族家が所領を有していた。この爵位を持たない貴族家は12世紀から13世紀に最盛期を迎えた。この家門は、1259年から1266年頃にフリードリヒ・フォン・グリンメンベルクが死去したことで男系家系が断絶した。その領主権はオルデンブルク＝ブルーフハウゼン伯（アルトブルーフハウゼン伯とも呼ばれる。現在のブルーフハウゼン＝フィルゼンを拠点とした。）のものとなり、14世紀半ばにホーヤ伯がこれを掌握した。

### 町村合併
1974年3月1日に、それまで独立した町村であったカントルプがこの町に合併した。

## 住民

### 人口推移
交通の便の良さが人口推移に反映されている。人口は、1987年の人口調査の時点では 757人であったが、2014年には 1,152人となった。

### 宗教
ノイエンキルヒェン福音主義ルター派教会は近隣のシュマルフェルデンの教会組織と共同で活動している。

## 行政

### 議会
ノイエンキルヒェンの町議会は11議席で構成されている。

### 首長
ヨーヘン・マイヤーは、2021年に町長に選出された。

### 紋章
金地に赤でノイエンキルヒェンの教会が描かれ、その下に青 - 銀で塗り分けられた放射状のグリンメンベルク家の紋章が見られる。

## 文化と見所
- 13世紀に造られたロマネスク様式のカタリーネン教会。この教会は建築の宝物と認識されている。教会内の壁画は特に注目に値する。
- Neenkarkner Dörpspellern による低地ドイツ語の演劇が毎年数回上演される。役者は全員ノイエンキルヒェン近隣の住民である。

ノイエンキルヒェンの建造文化財リストには10件が登録されている。

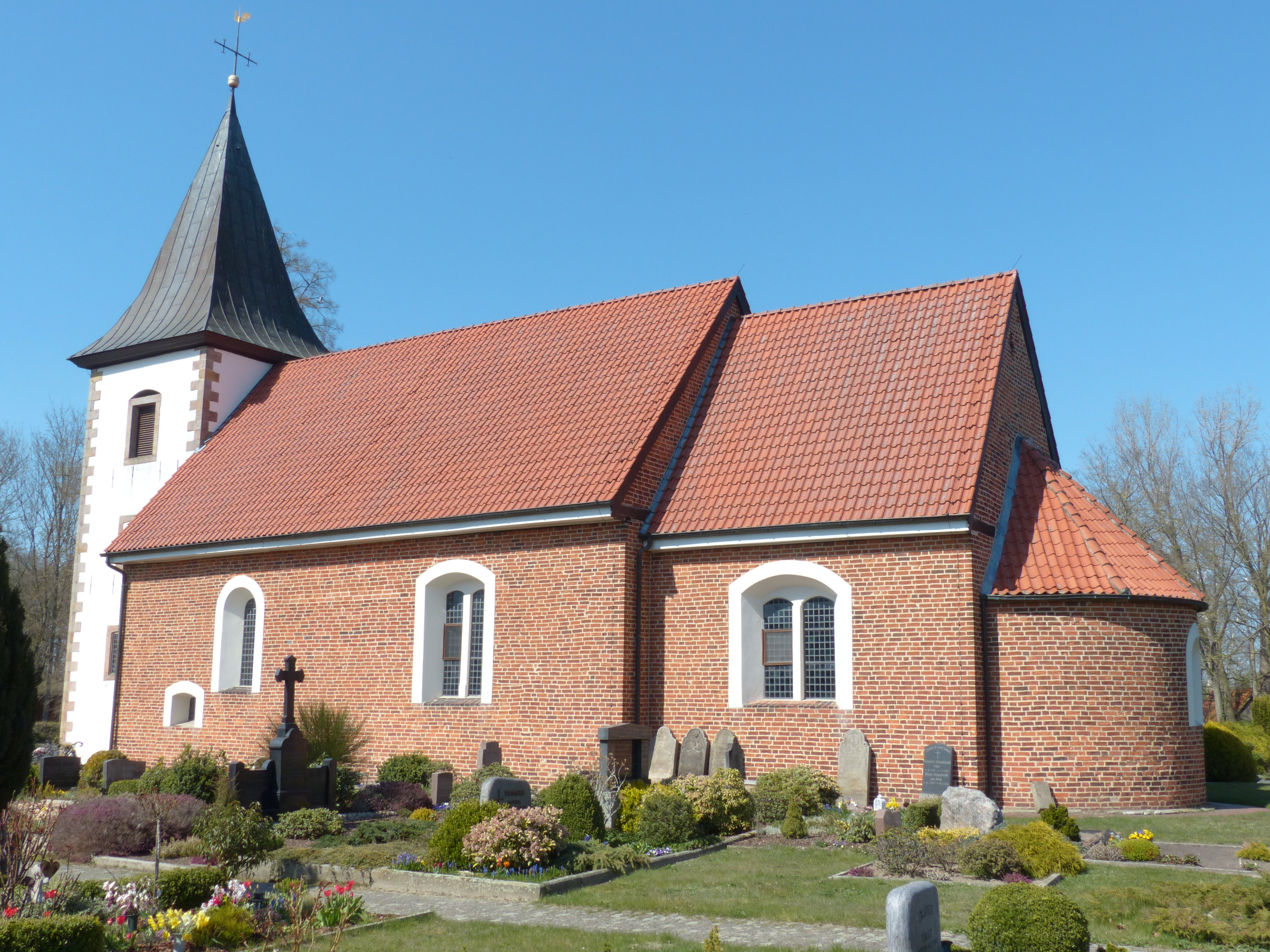
ノイエンキルヒェンのカタリーネン教会
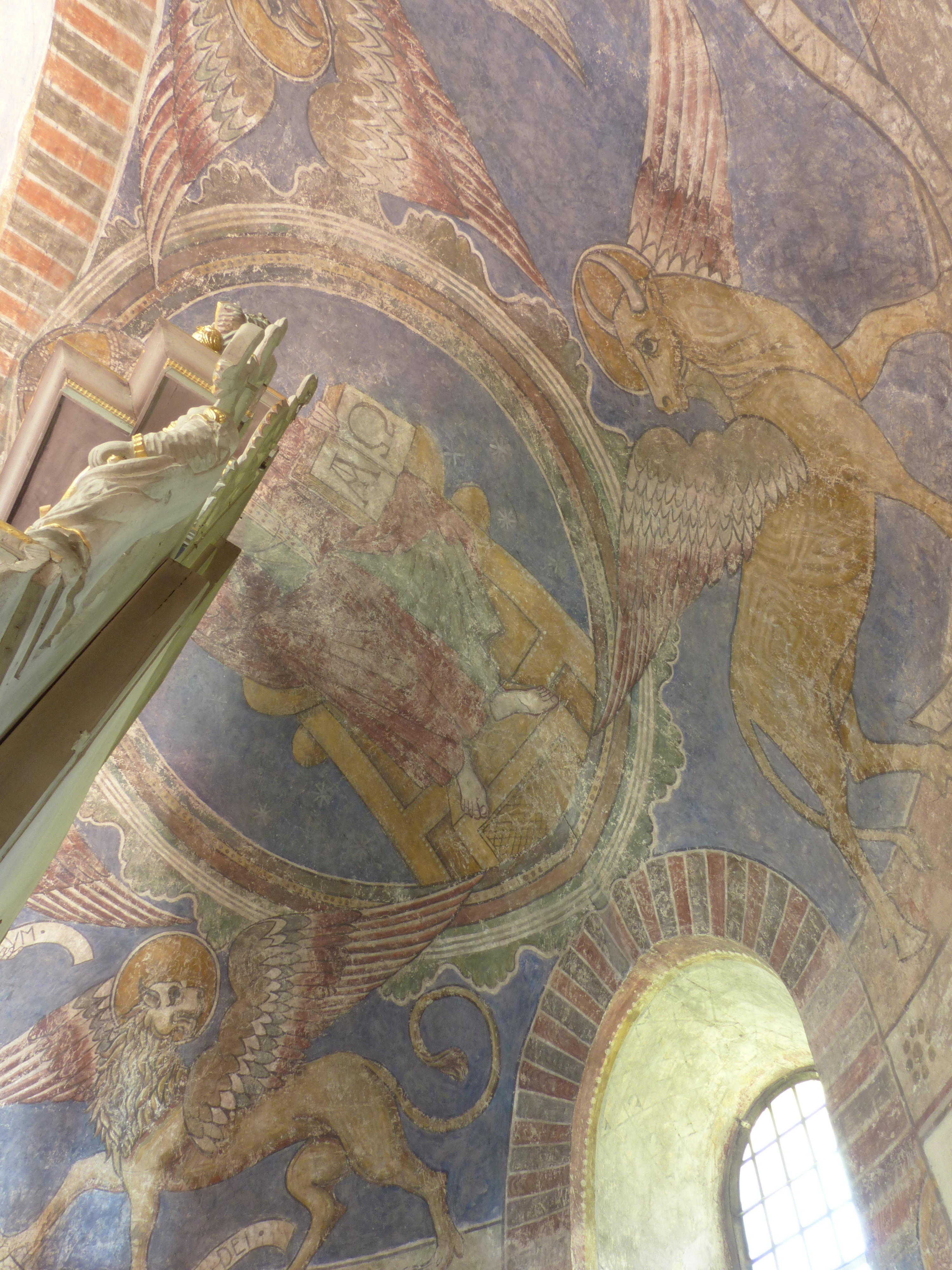
カタリーネン教会内部、祭壇背後のアプスに描かれた壁画

## 経済と社会資本

### 交通
バッスムとズーリンゲンとを結ぶ連邦道 B61号線が町内を通っている。しかし鉄道ビュンデ - バッスム線の、かつて存在したこの町で唯一の駅は廃止された。かつての駅舎は現在射撃協会が射撃スタンドとして利用している。

### 消防団
ノイエンキルヒェン消防団は、ザムトゲマインデ・シュヴァフェルデンに存在する11の消防団のうちの1つで、基本的な装備を有している。活動の中心となる場所は、村の公民館とつながった消防署である。カントルプ消防団も基本装備は備えている。両消防団は、消火と一般救急活動を行う。

### 団体、クラブ
- ノイエンキルヒェン射撃協会フォン1904、バッスマー通り12番地
- TV ノイエンキルヒェン・フォン 1919、カントルパー通り18番地。サッカー、卓球、徒手体操、器械体操、ダンス部門がある。

## 人物

### 出身者
- フランク・マグニッツ（1952年 -　）企業家、政治家